# Mannig
Mannig ou Manni, également appelé Wulfmær, est un artiste et prélat anglais mort le 6 janvier 1066. Il est abbé d'Evesham, dans le Worcestershire, de 1044 à 1058.